# Fantasy urbaine
 (novembre 2013).
Si vous disposez d'ouvrages ou d'articles de référence ou si vous connaissez des sites web de qualité traitant du thème abordé ici, merci de compléter l'article en donnant les références utiles à sa vérifiabilité et en les liant à la section « Notes et références ».
La fantasy urbaine (urban fantasy en anglais) est un sous-genre tantôt du merveilleux, tantôt de la fantasy où des créatures légendaires, féeriques ou mythologiques vivent dans un centre urbain dont le niveau technologique peut varier entre la fin du XIXe siècle et le XXIe siècle. La plupart des œuvres abordent surtout la seconde moitié du XXe siècle et le XXIe siècle. 
Magie et technologie s'y côtoient. L'élément le plus important est que les récits du genre prennent place dans un centre urbain, un univers familier créé par l'homme, qui se trouve en contraste avec celui généralement associé aux créatures surnaturelles : le surnaturel a existé, a été connu et accepté dans le passé avant d'être oublié, caché voire détruit, et il fait irruption à nouveau dans le monde civilisé.
Ce genre se situe au confluent d'influences du fantastique (pour l'irruption du surnaturel) et de la fantasy (son monde à part, ses créatures fantastiques et surnaturelles, pour sa magie, etc.).

## Genres apparentés, mais différents
La fantasy urbaine se mêle à l'horreur et peut trouver un ancrage dans le genre du Merveilleux (Faërie, la colline magique ; Mulengro ; L'Horreur du métro ; Le Labyrinthe de Pan). C'est une variante de fantastique qui utilise les mythes ou les thèmes féériques pour provoquer la peur ou l'angoisse, sans remettre son existence en cause.
La fantasy urbaine peut trouver aussi un ancrage dans la Fantasy et peut alors y croiser plusieurs sous-genres, sauf l’heroic fantasy, la high fantasy, la fantasy historique et la science fantasy, ceux-ci prenant place dans un cadre temporel ou/et spatial n'étant pas celui de l'époque contemporaine.
La fantasy mêlée à des éléments historiques dans les siècles précédent la fin du XIXe siècle font partie de l’uchronie de fantasy. Si l'intrigue est coupée de l'histoire, alors, cela reste de la fantasy urbaine à condition que la période historique soit celle de l'époque contemporaine (à partir de la fin du XIXe siècle).
La fantasy urbaine est apparentée à tort à la dark fantasy (appartenant strictement au genre de la fantasy) et souvent confondue aussi avec la low fantasy, autre sous-genre du merveilleux avec lequel elle partage quelques codes.

## Genèse et historique
Il est difficile, encore une fois, d'inscrire avec exactitude l'apparition du genre dans un cadre temporel précis. De nombreux livres, aujourd'hui estampillés fantasy urbaine, avaient été écrits avant même la création de ce courant littéraire.

### Les inspirateurs du genre
- 1902 : J. M. Barrie
- 1919-1936 : H. P. Lovecraft
- 1970 : Roger Zelazny
- 1979 : Michael Ende

Leurs œuvres ont peut-être inspiré les premières ébauches de la fantasy urbaine. 
Mais cette idée est loin de faire consensus, comme la plus grande partie de Peter Pan (si on excepte le début et la fin), roman appartenant au genre du merveilleux et qui se passe dans un autre monde : le Pays imaginaire. 
De la même manière, les héros du Cycle des Princes d'Ambre font parfois des incursions dans notre monde, mais la plupart des livres se passent en Ambre. 
Toutefois, ce sont peut-être les premières œuvres de fantasy à avoir un rapport poussé avec notre monde à l'image de L'Histoire sans fin dont le monde de Fantasia, comme le Pays imaginaire, est créé par l'imagination des hommes. 
Le mythe de Cthulhu est en fait ce qui se rapproche le plus de la fantasy urbaine, mais le côté merveilleux et underground y est mis de côté au profit de l'horreur.

### Avant 1984: les précurseurs
On cite quelques précurseurs comme Fritz Leiber, qui publia le Ballet de sorcières en 1943, ou encore Roberta Ann MacAvoy, Tea with the Black Dragon (1983), deux livres considérés par certains critiques, notamment André-François Ruaud, comme des romans de fantasy urbaine. Le nommé Jeudi de G.K Chesterton fut aussi souvent cité comme inspiration.
Leur rôle, dans la naissance de la fantasy urbaine, se révèle dès lors celui d'avant-gardistes.

### 1984: la création
La fantasy urbaine en tant que telle est apparue à la charnière des années 1980 et des années 1990, aux États-Unis. C'est en réaction à la globalisation de la fantasy héritée de J. R. R. Tolkien que certains auteurs choisissent de mettre en scène la féerie dans une réalité contemporaine. Dans sa Cartographie du Merveilleux, André-François Ruaud émet l'idée que Moonheart, un livre de Charles de Lint, publié en 1984, est l'œuvre fondatrice de la fantasy urbaine.

### Les années 1980-90: le développement
Un groupe d'écrivains, les Scribblies de Minneapolis, développe ces motifs.  Il comprennent des auteurs encore peu connus en France, tels que Steven Brust, Emma Bull, Kara Dalkey, Pamela Dean, Robin Hobb, Will Shetterly et Patricia C. Wrede. 
Quelques-uns de leurs amis participent également à l'établissement du genre : John M. Ford, Gregory Frost, Alan Moore, Caroline Stevermer, Jane Yolen… La fantasy urbaine devient une mode, même la grande Mercedes Lackey s'y essaie. 
Charles de Lint, auteur canadien, s'érige en maître du mariage entre la féerie et la ville et est encore reconnu aujourd'hui comme l'un des « grands » de ce sous genre. Il est l'un des écrivains qui s'y adonne au-delà d'une mode pour le genre, et il a poursuivi son exploration de Newford (une ville qu'il a créée) au fil de 18 romans. La plupart des autres livres qu'il a écrits appartiennent également de près ou de loin à la fantasy urbaine.
Le succès de ce genre outre-Atlantique s'est peu à peu épuisé, bien que certains auteurs persistent toujours à en écrire (De Lint par exemple).

### LeXXIesiècle: l’apparition en France
En France, la fantasy urbaine apparaît tardivement à la fin des années 1990. Un des jalons posés est la traduction par Patrick Marcel, en 1998, du roman Neverwhere de Neil Gaiman. L'auteur français Fabrice Colin s'y aventure avec Or not to be et son diptyque Arcadia.
En 2002, Léa Silhol se fait l'ambassadrice du sous genre en France avec le Mythe de Frontier, la revue Emblèmes, et son anthologie Traverses, intitulée l'anthologie de la fantasy urbaine. Cette somme impressionnante réunit notamment des maîtres du genre (Charles De Lint, Emma Bull, Neil Gaiman, Fabrice Colin, Garry Kilworth).
Les éditions Mnémos ont suivi, traduisant Le Dernier Magicien de Megan Lindholm  en novembre 2003, puis du même auteur La Nuit du prédateur en avril 2006, mais également Le Royaume de l'été de James A.Hetley et Nécromancien de Robert Holdstock.
Bragelonne avait également commencé la traduction des séries Les dossiers Dresden et Nightside. Désormais, la variante la plus représentée de la fantasy urbaine est la Bit lit, dont les romans sont publiés chez Milady (filière poche de Bragelonne).

## Thèmes et caractéristiques de la fantasy urbaine
La fantasy urbaine est un genre protestataire, qui sert souvent de tribune à la critique de notre société. D'après André-François Ruaud, un des spécialistes du genre en France, elle canalise une sorte de révolte, un rejet de la société moderne et le désir d'un retour du merveilleux. C'est la critique d'une société déshumanisante, irrespectueuse de la nature et individualiste.
En fantasy urbaine, il y a un côté underground non négligeable. La féerie et les créatures magiques se sont dissimulées aux humains, et souvent les seuls capables de franchir le voile sont des marginaux et des enfants.
C'est la raison pour laquelle, on trouve souvent dans la fantasy urbaine, des clochards (Le Dernier Magicien, Le Roi Pêcheur, Neverwhere), des artistes (Mon Dernier Thé) et autres exclus (les Gitans dans Mulengro, les travellers dans la Compagnie des Fées).
Le mode de contact entre le merveilleux et le monde réel peut prendre plusieurs formes :
- Le merveilleux a toujours existé et a été refoulé aux frontières de notre « monde », dans les égouts, le métro, les toits, etc. Exemple Prophets, Les enfants de la cité maudite de Sofee L.Grey.
- En s'aventurant trop loin, on pourrait se retrouver plongé dans un autre monde sans en avoir directement conscience. C'est la forme la plus courante utilisée dans la fantasy urbain pour le merveilleux, celle d'enclaves où la féerie se cache. Exemple : Neverwhere, Artemis Fowl, etc.
- Les créatures féeriques et la magie existent dans un monde urbain imaginaire, évoluent librement aux côtés des humains et possèdent souvent la technologie (parfois plus développée).
- Les créatures imaginaire ont un monde à elle, mais ont souvent un rapport plus poussé avec notre monde. C'est la plupart du temps dans la littérature jeunesse qu'on trouve ce style de fantasy urbaine. Avec souvent quelques humains qui sont au courant de leur existence.

Dans ce genre aux frontières très floues, ces œuvres font apparaître des éléments de Merveilleux ou de fantasy (le combat Bien-Mal, le concept d'élu) qui permettent de ne pas être confondu avec le fantastique.

## Œuvres de fantasy urbaine

### Romans

#### Adultes
- H. P. Lovecraft, le mythe de Cthulhu.
- Fritz Leiber, Ballet de sorcières, Librairie des Champs-Élysées, Paris, 1976.
- Charles de Lint, Moonheart dans The Newford Series (18 romans).
- Stephen King et Peter Straub, Le Talisman, 1984.
- Neil Gaiman, Neverwhere, J'ai lu, Paris, 1998.
- Garry Kilworth, La Compagnie des fées, Librairie des Champs-Élysées, Paris, 2000.
- Léa Silhol, Traverses, L'Oxymore, Montpellier, 2002.
- Megan Lindholm, Le Dernier Magicien, Mnémos, Paris, 2003.
- China Miéville, Le Roi des rats (en).
- China Miéville, Kraken.
- China Miéville, Le Cycle de Bas-Lag.
- Sofee L. Grey, Prophets, Les Enfants de la Cité maudite, Netscripteurs éditions, 2008.
- Frédéric Gobillot, Le Cycle de l'Éveil, Edilivre.
- Kate Griffin, La Folie des Anges, Eclipse, 2011.
- Romain d'Huissier, Les Chroniques de l'étrange, 3 tomes, Critic, 2015-2018.
- Justine Morvan, O.R.A.C.L.E, 2017.

#### Jeunesse
- Artemis Fowl d'Eoin Colfer
- Les Enfants de la Lune de Fabrice Colin

### Bande dessinée et mangas
- Déesse blanche, déesse noire de Servais
- L'Héritage d'Emilie de Florence Magnin
- Arcanum
- Le Bal du rat mort
- Fables de Bill Willingham
- Noragami de Adachi Toka
- Hellboy de Mike Mignola
- Tokyo Ghoul de Sui Ishida

### Films et téléfilms
En fait, la plupart des films mettant en scène des créatures féériques ou magiques dans notre monde peuvent être considérés comme des films merveilleux. Ainsi les sorcières (Les Sorcières d'Eastwick ; Hocus Pocus ; Les Ensorceleuses) ; les sirènes (Sirènes ; Aquamarine ; Splash) ; les dragons (Peter et Elliott le dragon ; Le Dragon des mers : La Dernière Légende).  
Il en est de même pour tous les films mettant en scène le Père Noël dans notre monde, le Père Noël étant un mythe purement moderne et appartenant bel et bien au merveilleux ainsi Elf, Le Grinch. 
Ainsi que toutes les adaptations de contes de fées se déroulant intégralement dans notre monde. 
Deux films de Terry Gilliam qui n'appartiennent pas du tout au Merveilleux (les éléments fantastiques étant du pur fantasme) mais qui en empruntent les codes et les thèmes :
- Le Roi Pêcheur : Parfois qualifié comme de la fantasy urbaine. Il y a bien la présence d'un marginal croyant voir des fées et un chevalier démoniaque.  Mais cela tient en fait uniquement des fantasmes d'un clochard, ce qui en fait davantage une œuvre de fantastique. Par contre, on peut s'interroger sur le « Graal ». Est-ce réellement le Graal, a-t-il réellement un pouvoir ? Il entraîne bel et bien la guérison de Parry… La question reste en suspens.
- Tideland : S'il n'y a aucun élément de fantasy a proprement parler, le film traîne dans une ambiance de merveilleux qui est due, encore une fois aux fantasmes d'une enfant décalée de la réalité. Le film est, en fait, totalement réaliste, les seuls éléments de fantasy étant dans l'imagination de l'enfant.

Tim Burton apprécie également la Fantasy urbaine et certains de ses films s'en rapprochent :
- Big Fish comme Tideland et Le Roi Pêcheur (ces deux derniers films étant de Terry Gilliam) ; le doute plane entre fantasme et réalité.
- Un conte entre merveilleux et fantastique : Edward aux mains d'argent.

Quelques téléfilms peuvent répondre à la définition de fantasy urbaine. 
Le troisième volet de L'Histoire sans fin (souvent considéré comme une trahison par les amateurs des deux premiers) introduit certaines des créatures de Fantasia dans notre monde réel. Il reste très intéressant pour l'ampleur de la transgression exposée (Un Mange Pierres à New York !). Nous avons également un téléfilm sorti en décembre 2005 sur M6, Le Sang des Templiers qui revisite le mythe du Graal et des Templiers à notre époque. 
Ce téléfilm montre deux sociétés secrètes, opposés dans la recherche du Graal et dotées de pouvoirs spéciaux (guérison, grande force et rapidité).
Enfin, il y a Le Monde magique des léprechauns, se passant à notre époque et confrontant un industriel issu de la ville aux petits peuples de la campagne irlandaise (leprechauns et elfes). Le cadre est uniquement rural mais le film reprend les grands thèmes chers au genre (opposition entre le monde moderne et le monde ancien, souvent plus séduisant).
Dans un style semblable mais différent, Le Petit Monde des Borrowers en 1998.
En plus sombre, Babel montre l'intrusion d'étranges créatures érudites dans un univers plus urbain à l'occasion d'une éclipse.
En 2006, on voit à nouveau la fantasy urbaine sur les écrans sous la forme d'un conte réalisé par M. Night Shyamalan, La Jeune Fille de l'eau. Ce film raconte l'irruption d'une jeune fille venue d'un autre monde dans la piscine d'un hôtel. On retrouve tous les grands thèmes de la fantasy urbaine dans ce conte, mâtiné de comique et d'absurde.
En 2007, Guillermo del Toro réalise Le Labyrinthe de Pan, film merveilleux horrifique appartenant à la fantasy urbaine. Une fois de plus, l'intrigue ne se passe pas dans un cadre urbain et c'est d'ailleurs l’éloignement de la ville qui permet la plongée dans un monde merveilleux. Toutefois, il s'agit bien ici, d'un contact avec une horrible réalité (la guerre d’Espagne) et un univers onirique effrayant. Une subtile mise en abyme est donc le point central de ce film à la croisée de l'horreur, du fantastique et du merveilleux.
En 2013, c'est avec Mama qu'il nous replonge dans cette atmosphère de merveilleux horrifique
Les Portes du temps, film de 2007, peut aussi faire penser à un film de fantasy urbaine. Les Anciens et le Cavalier Noir évoluent en effet parmi nous. 
Les Chroniques de Spiderwick, pure fantasy urbaine.

D'autres films : 
- 1984 : Gremlins et ses dérivés (Critters, Troll, Munchies, Hobgobelins, Ghoulies, Beasties, Spookies) ;
- 1986 : Les Aventures de Jack Burton dans les griffes du Mandarin ;
- 1993 : Leprechaun : saga de films d'horreur centré sur un personnage merveilleux, le Leprechaun ;
- 1999 : Le Songe d'une nuit d'été, réalisation de Michael Hoffman, avec Kevin Kline (Bottom), Michelle Pfeiffer (Titania), Sophie Marceau (Hippolyta), Calista Flockhart (Helena). Adaptation dont l'action est resituée en Toscane à la fin du XIXe siècle ;
- 2003 : Underworld : saga de films d'action gothique centrée sur une guerre millénaire entre vampires et loups-garous dans un Budapest moderne ;
- 2004 : Hellboy : saga de films d'action fantastique ;
- 2005 : Constantine : film fantastique d'horreur réalisé par Francis Lawrence ;
- 2005 : Le Songe d'une nuit d'été,  téléfilm de Ed Fraiman.

### Séries et animés
- Monsieur Merlin : Merlin vivant à notre époque dans un garage ;
- Sabrina, l'apprentie sorcière ;
- La Belle et la Bête ;
- Supernatural ;
- Neverwhere, série télévisée sortie au Royaume-Uni, sur BBC, en 6 épisodes ;
- Special Unit 2 ;
- Guenièvre Jones : transposition du mythe arthurien à notre époque ;
- Charmed, célèbre pour ses 3 sœurs sorcières, mais aussi l'exploitation de légendes et de la mythologie mélangées à la sorcellerie et au monde réel ;
- Les Dossiers Dresden ;
- Valentine : une famille de dieux grecs vivant de nos jours ;
- Winx Club ;
- Once Upon a Time ;
- Grimm ;
- Lost Girl.

Certains épisodes de ces séries appartiennent à la fantasy urbaine : 
- Ma sorcière bien-aimée ;
- Buffy contre les vampires et son spin-off Angel ont des thèmes appartenant à la pure fantasy : les thèmes du Bien contre le Mal, d'un héros étant un Élu, de mondes démoniaques parallèles au nôtre…

### Autres
- Christopher Shy est un illustrateur dont les œuvres peuvent être qualifiées de fantasy urbaine.
- Le jeu de rôle Scales et l'univers Monde des Ténèbres (dark fantasy urbaine) sont des jeux de rôles de fantasy urbaine.